# Sampati

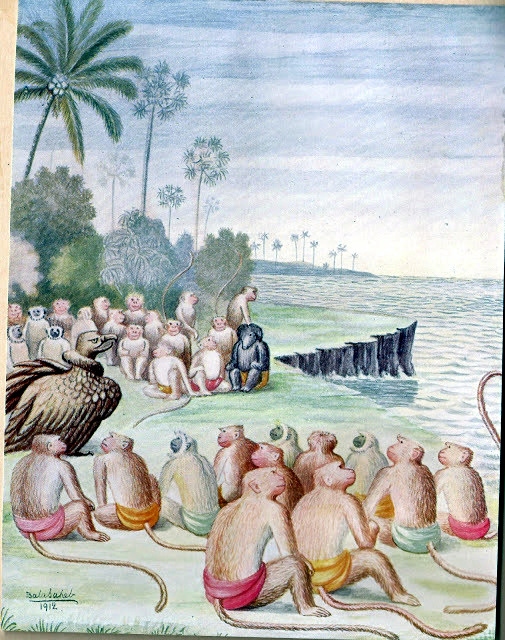
Sampati (ukazany jako sęp) wraz z Hanumanem i jego armią

Sampati (dewanagari सम्पाति, trl. sampāti, ang. Sampati) – w mitologii hinduistycznej półbóg, syn Aruny, brat Jatayu. Bohater Ramajany. Przedstawiany jako sęp. W młodości stracił skrzydła, osłaniając nimi brata przed płomieniami Słońca, gdy podlecieli do niego zbyt blisko. 
Gdy bóg Rama szukał Sity, posłał na południe grupę, którą dowodzili Hanuman, Angada i Jambavan. Gdy boscy wysłańcy dotarli na południowy kraniec świata, wyczerpani postanowili odpocząć, widząc przed sobą bezkresne morze, a wtedy pojawił się Sampati. Początkowo chciał ich pożreć, ucieszony łatwym łupem. Gdy jednak Jambavan, błagając go o litość, wspomniał o dzielnym Jatayu, który stracił życie broniąc Sity, wzruszony Sampati w podzięce za wiadomości o bracie, z którym od dawna nie miał kontaktu, postanowił pomóc szukającym. Przekazał im to, co widział dzięki świetnemu wzrokowi – demon Rawana uprowadził Sitę na wyspę Cejlon do swego pałacu i zaoferował, że zaprowadzi ich w to miejsce.